# Chiddingstone
Chiddingstone is een gehucht en civil parish in het bestuurlijke gebied Sevenoaks, in het Engelse graafschap Kent. De civil parish omvat behalve het gelijknamige gehucht ook de kernen Chiddingstone Hoath en Chiddingstone Causeway (het westelijke deel). Chiddingstone zelf is een goed bewaard voorbeeld van een straatdorp uit de Tudorperiode. Afgezien van de parochiekerk en Chiddingstone Castle is het hele dorp eigendom van de National Trust.

## Fotogalerij

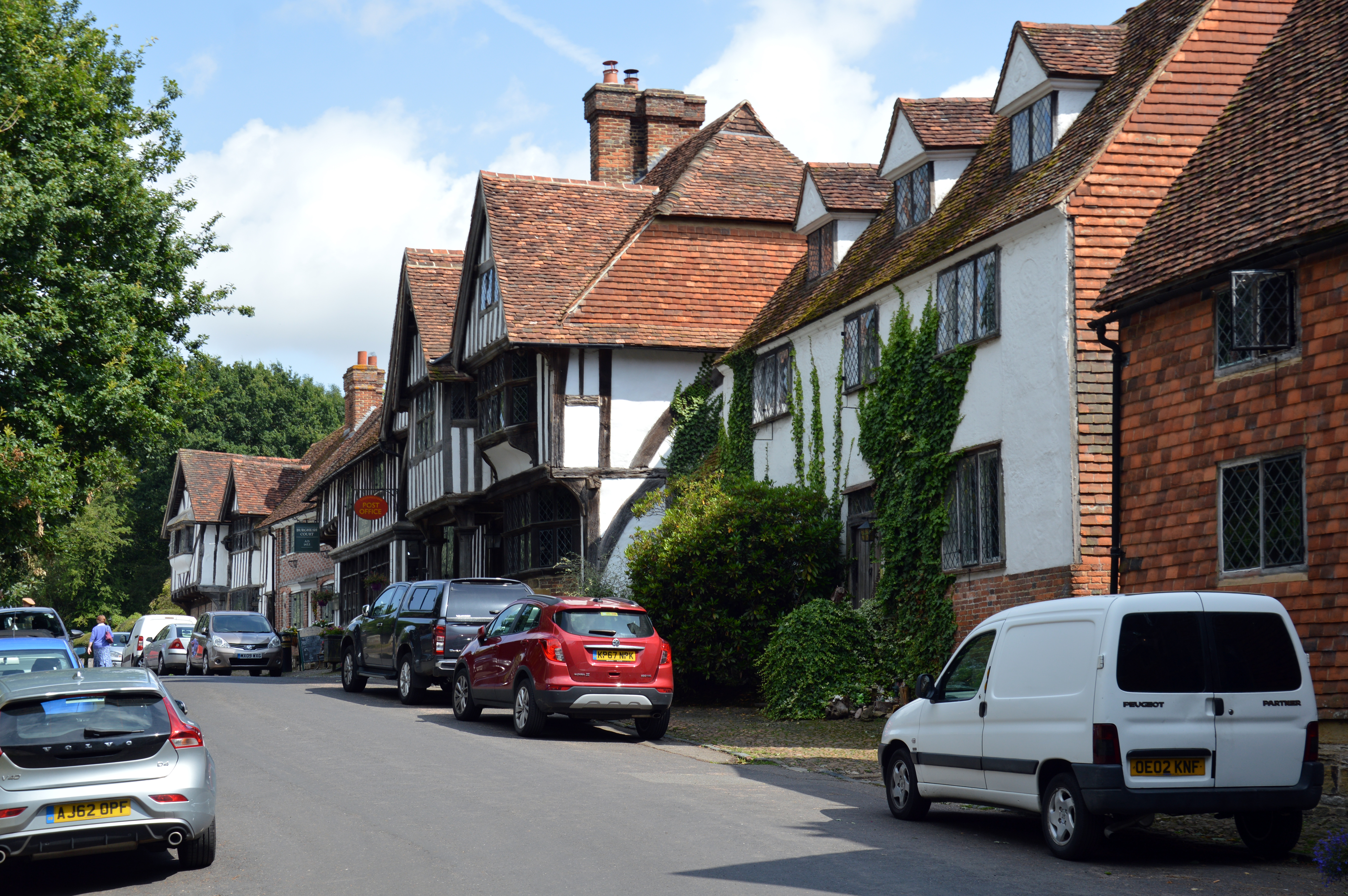
Hoofdstraat van het dorpje Chiddingstone
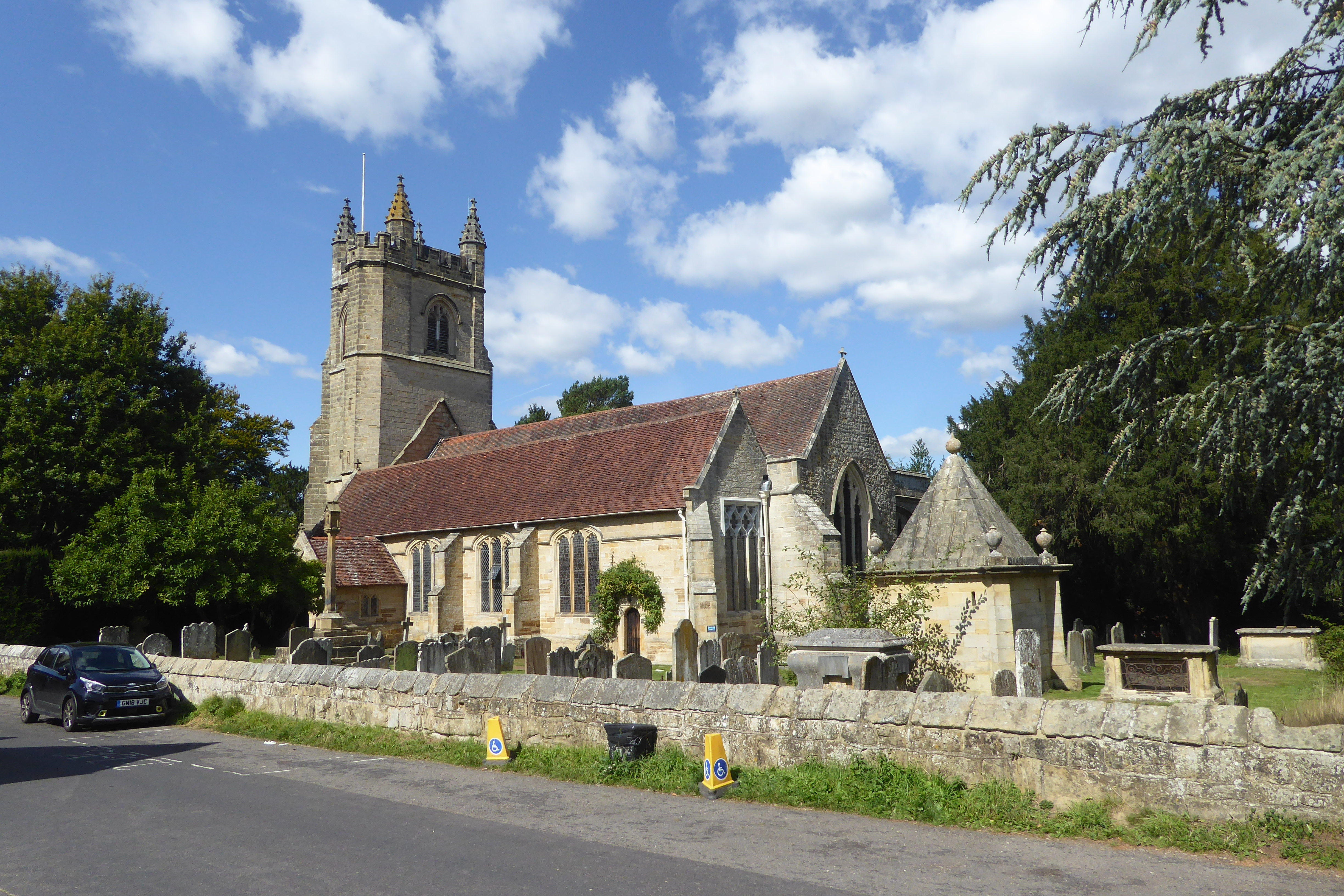
St Mary's Church
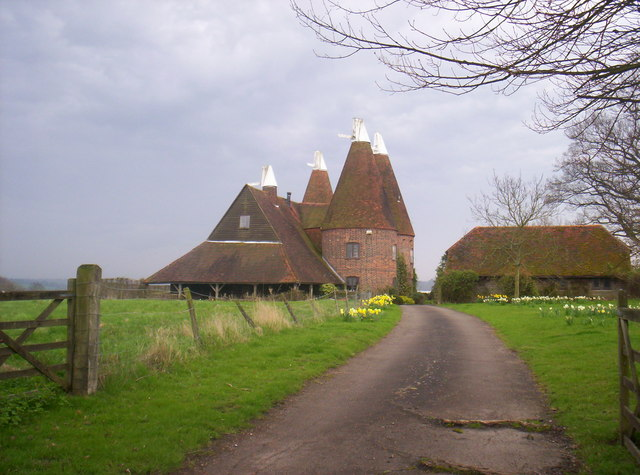
Eesthuizen
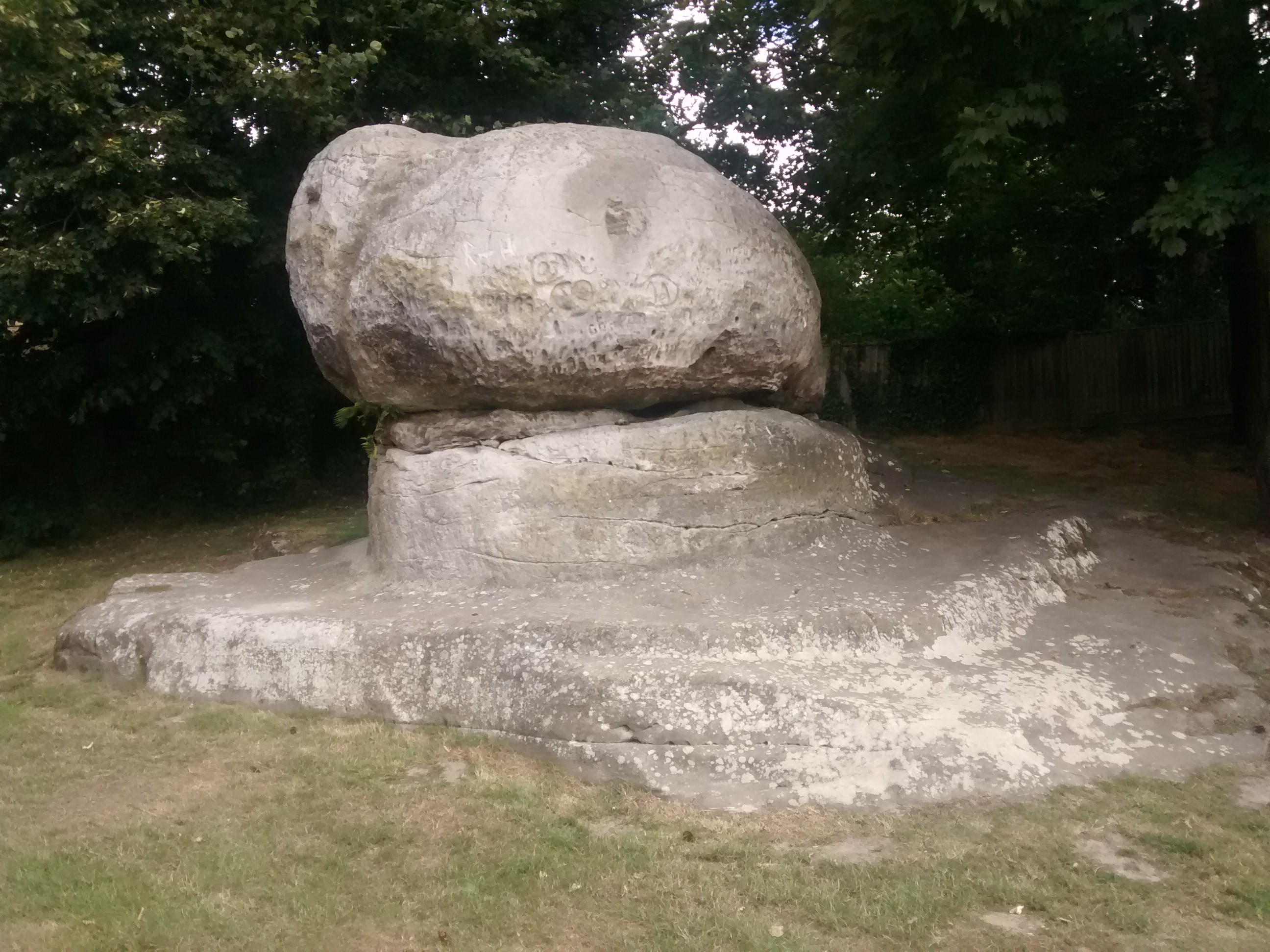
De Chiding Stone